# Wykaz czasopism punktowanych przez polskie ministerstwo nauki
Wykaz czasopism punktowanych przez ministerstwo nauki – lista czasopism naukowych, które są uwzględniane przy ocenie parametrycznej placówek naukowych, uczelni, instytutów, jednostek badawczo-rozwojowych finansowanych przez Ministerstwo Edukacji i Nauki (wcześniej jego poprzedników, czyli Ministerstwo Nauki i Szkolnictwa Wyższego, Ministerstwo Nauki i Informatyzacji oraz Komitet Badań Naukowych) i inne ministerstwa. Pierwotny wykaz został stworzony przy konsultacji społecznej.
W ocenie parametrycznej uwzględniany jest dorobek naukowy jednostki, między innymi na podstawie liczby punktów przyznanych publikacjom, których autorami są pracownicy danej jednostki. Lista ta początkowo opierała się głównie na tak zwanej liście filadelfijskiej.
W pierwszych latach ustalił się podział na listę A (zbliżoną do listy filadelfijskiej) i listę B. Lista A z roku 2010 liczyła 8610 czasopism notowanych w bazie Journal Citation Reports (JCR), posiadających wskaźnik cytowań; w 2012 roku było ich 10 230, w 2013 roku 10 804, a w 2014 10 966. Lista B zawierała w 2010 roku 1788 pozostałych pism (głównie polskich), w 2012 roku 1854, w 2013 roku 2623, a w 2014 roku 2616. Ze względu na specyfikę nauk szeroko rozumianych jako humanistyczne wyróżniano również przewidzianą dla nich listę C (czasopisma z bazy ERIH), liczącą w 2012 roku 4337 tytułów, w 2013 roku 4262, a w 2014 roku 4272.
W 2014 na Liście B zidentyfikowane liczne pozycje niskiej jakości, tzw. drapieżne wydawnictwa otwartego dostępu.
W 2019 zrezygnowano z podziału na listy. Wykaz z tego roku liczył 29037 pozycji. Jego podstawą stała się baza Scopus, a także Web of Science, ERIH+ czy lista beneficjentów polskiego programu rządowego „Wsparcie dla czasopism naukowych”. W 2021 roku wykaz obejmował 32676, a w 2023 roku 34327 pozycji.

## Punktacja
W odróżnieniu od mierników prestiżu czasopisma – do których należą wskaźnik cytowań, SJR i SNIP (dwa ostatnie wyznaczane na podstawie bazy Scopus), obliczanych według wzorów matematycznych i przyjmujących różne wartości – punkty przyznawane przez MNiSW są liczbami całkowitymi, o tylko kilku możliwych wartościach.
W systemie z początku XXI wieku najniżej punktowane czasopisma według oceny Zespołu Nauk Biologicznych, Nauk o Ziemi i Ochrony Środowiska otrzymywały 5 punktów (były to polskie czasopisma anglojęzyczne nieuwzględniane na liście filadelfijskiej), następnie pisma mogły otrzymać punktów 6, 11, 21, a wyjątkowo 24 (dotyczyło to wyłącznie Nature i Science).
Wykaz z 2010 roku zawierał większą liczbę kategorii punktowych: pisma spoza JCR: 1, 2, 6 lub 9; pisma z JCR: 13, 20, 27, 32 lub 40. Publikacje w pismach nieuwzględnionych w wykazie mogły otrzymać 1 lub 2 punkty.
Według wykazu z 2012 roku i późniejszych pisma z listy B mogły uzyskać od 1 do 10, z listy C (ERIH) 10, 12 lub 14, a z listy A (JCR) wielokrotności 5, od 15 do 50. W 2016 roku zróżnicowano punktację na liście C. W wykazie z 2019 możliwe wartości przyznanych punktów to: 20, 40, 70, 100, 140 i 200.
W międzyczasie skład wykazu zmieniał się. Zmieniały się także wartości możliwych punktów, a maksymalną liczbę punktów (początkowo 24, od 2012 roku 50) przyznano nie tylko Nature i Science, ale również innym pismom. Liczba punktów pism z listy A była uzależniona od ich wskaźnika cytowań. W wykazie z 2019 czasopism z najmniejszą liczbą punktów (20) jest 10649, a z najwyższą (200) – 754. W wykazie tym pismom przyporządkowano dyscypliny naukowe. Punktowane są również, w nieco odmienny sposób, naukowe publikacje w wydawnictwach książkowych oraz zbiorach pokonferencyjnych.
System oceny czasopism (jak również oceny naukowców i jednostek naukowych) budzi szereg kontrowersji. Krytycy twierdzą, że wybór pism i ich punktacja jest arbitralna, a ocena na podstawie wskaźnika cytowań jest obarczona wadami. Kontrowersje budzi również zmiana list w trakcie trwania okresów podlegających ewaluacji, przez co artykuły publikowane w czasie obowiązywania danego wykazu mogą ostatecznie dostać zupełnie inną punktację. Krytykę wzbudziło również punktowanie czasopism bez uwzględnienia zdania Komisji Ewaluacji Nauki, dzięki której zrównano poziom najbardziej prestiżowych czasopism międzynarodowych z lokalnymi polskimi pismami wcześniej znacznie niżej punktowanymi, które było zatwierdzane przez ministra Przemysława Czarnka. Krytykowany jest też ogólny system punktowania dorobku publikacyjnego preferujący publikacje artykułów w czasopismach w odróżnieniu od publikacji książkowych, recenzji prac naukowych, udziału w konferencjach, ale również niepozwalający na szczególne docenienie wyróżniających się odkryć.